# Rally (radioprogram)
Rally var ett humorprogram i Sveriges Radio P3 som sändes på fredagskvällar mellan 12 januari 1996 och 27 december 2002.
Programledarna, ibland kallade "Rallygänget", var bland andra Stefan Livh, Åsa Gustafsson, Anna Mannheimer, Peter Apelgren, Fredrik Wegraeus, Janne Palmén, Ulf Reneland, Henke Henriksson, Bengt Pettersson och Slađan Osmanagić. 
Programmets mest karaktäristiska inslag var de nya texter som många kända låtar fick. Till exempel blev Michael Jacksons "Billie Jean" i Rallys tappning "Billigt vin", Nanne Grönvalls "Avundsjuk" blev "Fyllesjuk", Nordmans "Be mig" blev "Bind mig" och "Fire Water Burn" med Bloodhound Gang blev "Björn Motherfucker", en sång om tennisspelaren Björn Borg. Omtalad blev också Rallys version av Gyllene Tiders "Jag går och fiskar", som i deras tappning blev en S/M-skildring vid namn "Jag slår och smiskar".
En egenhet med programmet var att låtparodierna ofta startade med en talad del som gav ett sammanhang åt den nya texten. Dessa spelades som en dialog mellan inspelningen och den levande programledaren. 

## Återkommande figurer
Ett antal återkommande figurer skapades i programmet, i vissa fall parodier på aktuella kändisar, i andra fall speglade de allmännare människotyper:
- Väder-Annika (spelad av Anna Mannheimer)
- Leif "Lotus" Olsson (spelad av Peter Apelgren)[2], en parodi på Leif ”Loket” Olsson
- Stojan (spelad av Slađan Osmanagić), programmets småkriminelle tipsexpert
- Gundeman, en parodi på Gunde Svan som programledare i Fångarna på fortet

Man kunde även höra en trummis via telefon - den "piercade kallskänkan från Fjärås" - Anna-Maj Wilkinsson, samt "mashups", flera låtar sammanmixade, av Jocke Boberg.  
Programmets signaturmelodi var "Stiletto" med Chico Rey and the Jet Band.

## Återföreningar 2004-2005
Den 31 december 2004 gjordes en tillfällig återförening, med ett program som bestod av tillbakablickar och lite nytt. Under juli och augusti 2005 sändes ytterligare program med nostalgi och nya skojigheter.

## Återföreningen 2010
Den 23 december 2010 var det dags igen med en återförening under titeln "Rallygänget - Comeback så gott det går". Där framförde bland annat Fredrik Wegraeus (som sitt alterego Frank Robertsson) en version av Amy Winehouses låt "Rehab" under titeln "Dom ville skicka mig till torken", som var nästan en direkt översättning av originaltexten till svenska fast med en humoristisk prägel.
Stefan Livh framförde en version av Linda Bengtzings låt "Hur svårt kan det va?" under titeln "Spräng mig". Denna version innehöll en satirisk text som handlade om självmordsbombaren Taimour Abdulwahab al-Abdaly som utförde bombdåden i Stockholm 2010.
Peter Apelgren och Anna Mannheimer som Lotus respektive Ludmilla, gjorde i samma program ett reportage från ett ålderdomshem i framtiden där kändisar som till exempel Ernst Kirchsteiger, Lasse Kronér, Patrik Sjöberg och Rallygänget bodde.

## Diskografi
Rally producerade totalt sex musikalbum, ett samlingsalbum och en singel:

### Album
- 1996 – Rally med Väder Annika[3]
- 1998 – 2[3]
- 1998 – Absolotus med Lotus och Ludmilla[3]
- 1999 – Rally 4. Låtarna ur radioprogrammet Rally i P3[4]
- 2000 – 5[3]
- 2002 – Rally presenterar: Lyxprogg[3]
- 2004 – Rally Greatest (samlingsalbum)[3]

### Singel
- 1996 – Uteliggardjuren / Fiskarna I Haven (under artistnamnet Väder Annika)[4]

### Fotnoter
1. ↑  ”Svensk mediedatabas”. http://smdb.kb.se/catalog/search?q=Sommartoppen+typ%3Aradio&sort=OLDEST. Läst 16 april 2011.
2. ↑  ”Sen kväll med Lotus”. http://sverigesradio.se/sida/artikel.aspx?programid=3389&artikel=4546756. Läst 13 februari 2015.
3. 1 2 3 4 5 6  ”Rally Discography at Discogs”. http://www.discogs.com/artist/624177-Rally. Läst 13 februari 2015.
4. 1 2  ”Svensk Mediedatabas”. http://smdb.kb.se/catalog/search?q=rally+year%3A1990-2002+typ%3Afonogram&x=0&y=0. Läst 13 februari 2015.